# Ley de moneda

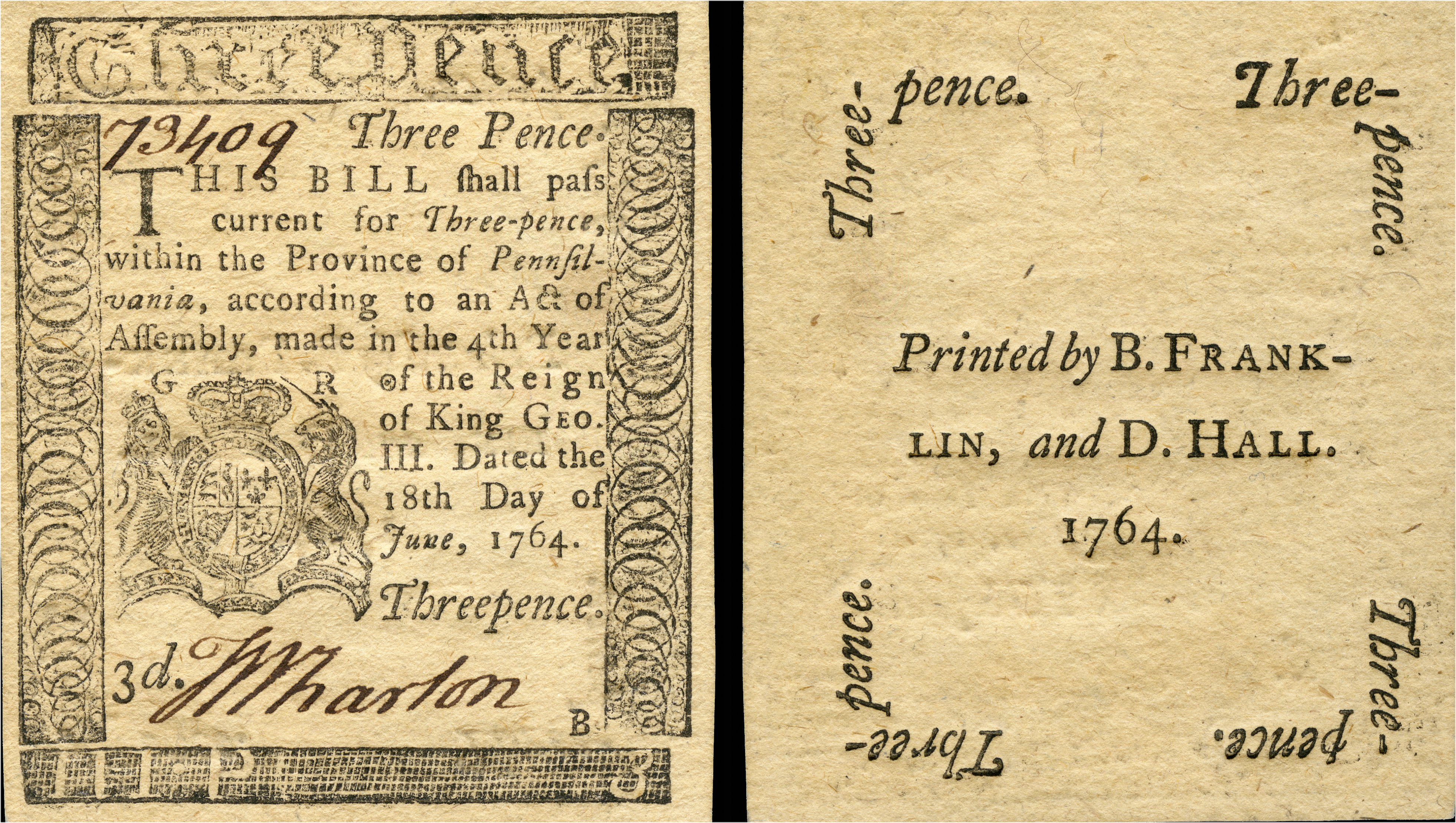
Moneda colonial de tres peniques de la provincia de Pensilvania. Firmado por Thomas Warton. Impreso por Benjamin Franklin y David Hall.

La Ley de Moneda, en Inglés Currency Act, fue una de las leyes aprobadas por el parlamento inglés que regulan la emisión del papel moneda en la América británica. Se aplicó primero en 1751 para la colonia de Nueva Inglaterra y más tarde fue aprobada el 1 de septiembre de 1764 para el resto de las colonias.

## Situación económica de las colonia
Las trece colonias siempre han tenido una escasa cantidad de dinero para intercambiar bienes, ya que mucho se perdía mediante importaciones. A veces se utilizaban materiales como pieles, sellos o monedas extranjeras para intercambiar bienes, también era utilizado el dinero en especie. En momentos puntuales algunas colonias emitían su propio papel moneda (o dinero fiduciario).
En 1690, Massachusetts se convirtió en la primera colonia en emitir papel moneda, lo hizo para financiar la deuda provocada por la Guerra del rey Guillermo. Otras colonias les imitaron y en 1715 diez de las trece colonias ya habían emitido papel moneda.
En la década de los 40 crecía más rápido la oferta monetaria que la propia economía de las colonias. Esta situación llevó a una hiperinflación y a que su moneda se depreciara frente a la Libra esterlina.
Los comerciantes ingleses se vieron obligados a aceptar esta moneda depreciada para que los colonos saldaran sus deudas, lo cual conllevó a la promulgación de la Ley de Moneda de 1751.

## Ley de 1751

Mapa de las guerras franco-indígenas

La ley de moneda de 1751 ( 24 Geo. II c. 53) fue la precursora de la ley de la moneda de 1764. Consistía en restringir la emisión de papel moneda y la creación de nuevos bancos públicos en la colonia de Nueva Inglaterra, estos estados en particular emitieron moneda para pagar sus deudas después de las Guerras franco-indígenas.
Esta ley prohibía la emisión de letras de créditos dependiendo de las circunstancias. Los billetes ya impresos se podían usar para deudas públicas o pago de impuestos, pero no se podían utilizar para deudas privadas, como pagar a un comerciante.

## Ley de 1764
Esta ley, firmada el 1 de septiembre de 1764 (4 Geo. III c. 34) extendió las políticas de la primera ley al resto de las colonias. El único cambio es que ya no se prohibía a las colonias emitir papel moneda, pero si prohibía designar futuras emisiones para el pago de deudas públicas o privadas. Esta medida produjo problemas económicos en las colonias, ya que escaseaba el oro y la plata.
El gobierno de la provincia de nueva york comunicó al senado que la Ley de Moneda impedía el pago a las tropas británicas incumpliendo la Ley del Alojamiento. Por ello, en 1770, el Parlamento Inglés dio permiso ( 10 Geo. Ill c. 35) a Nueva York para emitir 120.000 libras esterlinas en papel moneda para pagar deudas públicas pero no privadas. El parlamento extendió esta ley al resto de las colonias en 1773 ( 13 Geo. III c. 57).
Según el historiador Jack Sosin, el gobierno británico había dejado claro su punto.

Después de nueve años, los agentes coloniales habían asegurado un papel moneda para las provincias. Pero los estadounidenses habían reconocido tácitamente, si no implícitamente, la autoridad del Parlamento. Y en última instancia, esto era todo lo que quería el gobierno imperial.

## Consecuencias

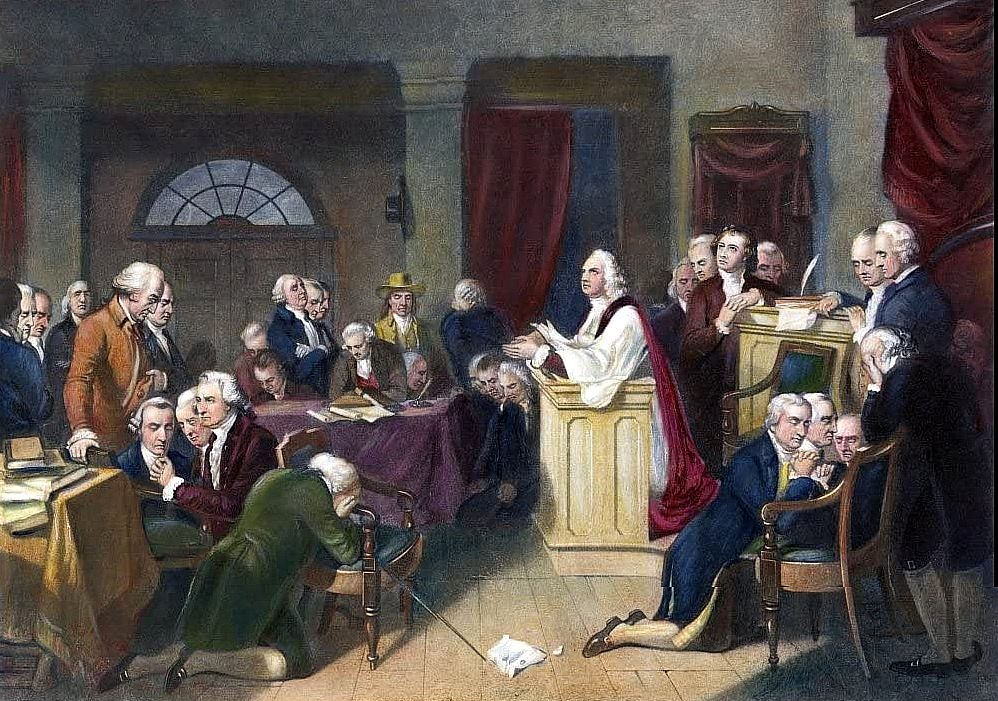
Primer Congreso Continental

La Ley de la Moneda creó tensiones entre las colonias e Inglaterra, lo cual fue un factor clave en la Revolución Americana.
Cuando se reunió el Primer Congreso Continental en 1774 se hizo una petición al parlamento para retirar la Ley de Moneda de 1764.
Aunque según los historiadores Jack Greene y Richard Jellison el debate sobre la ley ya no era de "vida o muerte", sino que fue psicológico, haciendo entender a los colonos que el parlamento ni entendía ni le importaba los problemas de las colonias. Esto hizo pensar a muchos líderes coloniales que ellos legislarían las colonias mejor que el parlamento.